# Candida novakii
Candida novakii är en svampart som beskrevs av G. Péter, Tornai-Leh. & T. Deák 1997. Candida novakii ingår i släktet Candida, ordningen Saccharomycetales, klassen Saccharomycetes, divisionen sporsäcksvampar och riket svampar.   Inga underarter finns listade i Catalogue of Life.